# Награда Сесил Б. Демил
Награда Сесил Б. Демил (енгл. Cecil B. DeMille Award) награда је коју додељује Холивудска асоцијација страних новинара (енгл. Hollywood Foreign Press Association) од 1952. године. Додељује се за животни допринос филму, а награда се уручује на церомонијама Златног глобуса.

## Добитници
- 1952: Сесил Б. Демил
- 1953: Волт Дизни
- 1954: Дарил Ф. Занук
- 1955: Џин Хершолт
- 1956: Џек Л. Ворнер
- 1957: Мервин Лерој
- 1958: Бади Адлер
- 1959: Морис Шевалије
- 1960: Бинг Крозби
- 1961: Фред Астер
- 1962: Џуди Гарланд
- 1963: Боб Хоуп
- 1964: Џозеф И. Левин
- 1965: Џејмс Стјуарт
- 1966: Џон Вејн
- 1967: Чарлтон Хестон
- 1968: Кирк Даглас
- 1969: Грегори Пек
- 1970: Џоун Крофорд
- 1971: Френк Синатра
- 1972: Алфред Хичкок
- 1973: Самјуел Голдвин
- 1974: Бети Дејвис
- 1975: Хал Б. Волис
- 1976: без награде
- 1977: Волтер Мириш
- 1978: Ред Скелтон
- 1979: Лусил Бол
- 1980: Хенри Фонда
- 1981: Џин Кели
- 1982: Сидни Поатје
- 1983: Лоренс Оливије
- 1984: Пол Њуман
- 1985: Елизабет Тејлор
- 1986: Барбара Стенвик
- 1987: Ентони Квин
- 1988: Клинт Иствуд
- 1989: Дорис Деј
- 1990: Одри Хепберн
- 1991: Џек Лемон
- 1992: Роберт Мичам
- 1993: Лорен Бакол
- 1994: Роберт Редфорд
- 1995: Софија Лорен
- 1996: Шон Конери
- 1997: Дастин Хофман
- 1998: Ширли Маклејн
- 1999: Џек Николсон
- 2000: Барбра Страјсенд
- 2001: Ал Пачино
- 2002: Харисон Форд
- 2003: Џин Хекман
- 2004: Мајкл Даглас
- 2005: Робин Вилијамс
- 2006: Ентони Хопкинс
- 2007: Ворен Бејти
- 2008: Награда није додељена, померена за 2009
- 2009: Стивен Спилберг*
- 2010: Мартин Скорсезе
- 2011: Роберт де Ниро
- 2012: Морган Фримен
- 2013: Џоди Фостер
- 2014: Вуди Ален
- 2015: Џорџ Клуни
- 2016: Дензел Вошингтон
- 2017: Мерил Стрип
- 2018: Опра Винфри
- 2019: Џеф Бриџиз
- 2020: Том Хенкс
- 2021: Џејн Фонда
- 2022: без награде
- 2023: Еди Марфи
- 2024: без награде
- 2025: Вајола Дејвис